# Зелёновское сельское поселение (Крым)
Зелёновское сельское поселение (укр. Зеленівське сільське поселення, крымскотат. Tatar Osman köy yurtu, Татар Осман кой юрту) — муниципальное образование в составе Бахчисарайского района Республики Крым России.
Административный центр — село Зелёное.

## География
Территория поселения занимает земли на юго-востоке района, в верхней части долины реки Бельбек.
Транспортное сообщение осуществляется по региональной автодороге 35Н-063 «Аромат — Многоречье» (по украинской классификации — С-0-10225).
Граничит на севере с Верхореченским, на северо-западе — с Куйбышевским, на юге с Голубинским сельскими поселениями и на востоке — с землями городского округа Ялта.
Площадь поселения 114,16 км².

## Население
| 2001  | 2014  | 2015  | 2016  | 2017  | 2018  | 2019  |
| ----- | ----- | ----- | ----- | ----- | ----- | ----- |
| 1746  | ↘1652 | →1652 | ↘1636 | ↗1641 | →1641 | ↘1622 |
| 2020  | 2021  |       |       |       |       |       |
| ↗1644 | ↗1817 |       |       |       |       |       |

## Населённые пункты
В состав поселения входят 6 населённых пунктов:
| № | Населённый пункт | Тип населённого пункта       | Население, 2014 |
| - | ---------------- | ---------------------------- | --------------- |
| 1 | Богатырь         | село                         | ↘164            |
| 2 | Зелёное          | село, административный центр | →280            |
| 3 | Многоречье       | село                         | ↗63             |
| 4 | Нагорное         | село                         | ↗134            |
| 5 | Плотинное        | село                         | ↘663            |
| 6 | Счастливое       | село                         | ↘348            |

## История
В начале 1920-х годов  в составе Бахчисарайского района был образован Татар-Османкойский сельсовет, на момент всесоюзной переписи населения 1926 года включал одно село — Татар-Османкой с населением 420 человек. В 1935 году из Бахчисарайского района выделен новый Фотисальский район, в том же году (по просьбе жителей), переименованный Куйбышевский, которому переподчинили сельсовет.
Указом Президиума Верховного Совета РСФСР от 21 августа 1945 года «О переименовании сельских Советов и населенных пунктов Крымской области» Татар-Османкойский сельсовет был переименован в Зелёновский сельский совет. С 25 июня 1946 года сельсовет в составе Крымской области РСФСР, а 26 апреля 1954 года Крымская область была передана из состава РСФСР в состав УССР. Время укрупнения сельсовета пока не установлено: на 15 июня 1960 года в составе совета числились населённые пункты:

| - Зелёное - Богатырь - Ключевое | - Нагорное - Отрадное - Счастливое |

, а ранее отдельные Богатырский, Ключевской, Отрадненский и Счастливский сельсоветы уже не фигурируют.
Указом Президиума Верховного Совета УССР «Об укрупнении сельских районов Крымской области», от 30 декабря 1962 года Куйбышевский район был упразднён и сельсовет вновь присоединили к Бахчисарайскому. На 1968 год сложился современный состав совета.
С 21 марта 2014 года в составе Крыма аннексировано Россией.
Статус и границы новообразованного сельского поселения установлены Законом Республики Крым от 5 июня 2014 года № 15-ЗРК «Об установлении границ муниципальных образований и статусе муниципальных образований в Республике Крым».